# Мултимисиони радиоизотопни термоелектрични генератор
Мултимисиони радиоизотопни термоелектрични генератор (ММРТГ) је врста радиоизотопног термоелктричног генератора која се користи за свемирске мисије Насе као што је Марсова научна лабораторија. Јединице је за Насу произвео Рокетдин који је део Прет & Витнија.

## Позадина
Мисије за истраживање свемира захтевају сигуран, поуздан, дуготрајан извор енергије да би се обезбедило напајање електричном енергијом и топлотом летелица и њихових инструмената. Јединствен извор енергије је радиоизотопни термоелектрични генератор (РТГ) - једноставно речено нуклеарна батерија која претвара топлоту у електричну струју.

## Функција
РТГ претвара топлотну енергију, која се ствара природним распадом радиоизотопа, у електричну енергију. Радиоизотоп је плутонијум-238 диоксид, док термопарови претварају топлоту у енергију.

## Историја
у јуну 2003. Одсек за енергију САД доделио је уговор за развој ММРТГ-а тиму који је предводио Рокетдин, дивизија Боинга. Боинг и Теледин енергетски системи сарађивали су на концепту за ММРТГ базираном на претходном дизајну термоелектричног претварача, СНАП 19, који је Теледин користио у претходним свемирским мисијама. СНАП 19 је обезбеђивао енергију код мисија Пионир 10 и Пионир 11 као и код лендера Викинг 1 и Викинг 2.

## Дизајн и технички подаци
Као и претходна генерација РТГ-а, ММРТГ се напаја плутонијум-238 диоксид модулима (8 модула у случају ММРТГ-а). На старту мисије ММРТГ производи 2 kW топлотне енергије. ММРТГ је дизајниран да производи 125 W електричне енергије на почетку мисије, и 100 W након 14 година. Са масом од 43 kg, производе 2,8 , што је око половине онога што су производиле претходне генерације РТГ-ова. Дизајнерски циљ ММРТГ-а је обезбедити висок ниво сигурности, оптимизовати ниво доступне енергије током периода од најмање 14 година, као и смањивање укупне масе.
Крајем 2016. NASA је објавила нови дизајн назван eMMRTG (ehanced — побољшани), који помоћу нових материјала постиже још боље перформансе. Овим дизајном се на почетку мисије производи 25% више енергије, док се на крају дизајнираног животног века од 14 година добија 50% више енергије у односу на ММРТГ.

## Употреба на свемирским мисијама
Радиоизотопни извори су коришћени код 8 мисија у Земљиној орбити, 8 мисија које су путовале ка свим спољним планетама као и свим Аполо мисијама на Месец. Неке од мисија ка спољашњим планетама су Пионир, Војаџер, Улисес, Галилео, Касини-Хајгенс и Нови хоризонти. РТГ-ови на Викингу 1 и Викингу 2 су у оперативној употреби од 1977. Слични су обезбеђивали топлоту за критичне електронске компоненте Апола 11 као и код првих Марсовских ровера. Укупно током последње четири деценије, 26 мисија и 45 РТГ-а је лансирано од стране САД.
Ровер Кјуриосити, лансиран ка Марсу 26. новембра 2011. године, користи ММРТГ за напајање и одржавање температуре научних инструмената. Поузданост ММРТГ-а као извора напајања обезбела је да мисија траје далеко више од једне Марсовске године (687 земаљских дана), колико је планирано, омогућивши да се ровер креће по разним теренима и истражује планину Шарп недалеко од места слетања унутар Гејл кратера.
ММРТГ ће се користити и за напајање наредног ровера који ће агенција NASA ка црвеној планети послати средином 2020. године.